# Eleições estaduais na Guanabara em 1966
As eleições estaduais na Guanabara em 1966 ocorreram em 15 de novembro sob a luz do Ato Institucional Número Três numa prescrição válida nos 22 estados brasileiros e nos territórios federais do Amapá, Rondônia e Roraima. Foram eleitos o senador Mário Martins, além de 21 deputados federais e 55 deputados estaduais.
Embora não tivesse filiação partidária, o governador Negrão de Lima recebeu o apoio do MDB para conduzir a Guanabara, tornando a legenda oposicionista majoritária no estado ao longo do Regime Militar de 1964 recebendo, inclusive, a adesão de seguidores de Carlos Lacerda, até que a subida de Chagas Freitas ao Palácio Guanabara em 1970 dividiu o MDB entre "chaguistas" e "antichaguistas" numa disputa permitida pela fórmula das sublegendas, fato que inviabilizou o desempenho político da ARENA carioca.
Tal realidade se impôs na recusa do senador Afonso Arinos em pleitear um novo mandato fazendo de Venâncio Igrejas candidato único da ARENA numa disputa onde o MDB apresentou três nomes dos quais o vencedor foi Mário Martins, vinculado ao lacerdismo. Natural de Petrópolis, o novo senador é jornalista e iniciou a carreira no Diário Carioca. Contemporâneo de Mário Filho e Nelson Rodrigues, trabalhou no Ministério do Trabalho e com o fim do Estado Novo ingressou na UDN e foi eleito vereador no então Distrito Federal em 1950 e deputado federal em 1954 e 1958, renunciando para voltar ao jornalismo. Teve o mandato senatorial cassado pelo Ato Institucional Número Cinco numa medida extensiva ao seu suplente, Marcelo Alencar, e passou a residir em Vitória.

## Resultado das eleições para senador
Com informações oriundas do Tribunal Superior Eleitoral cujos arquivos contabilizam 976.819 votos válidos (76,04%), 111.213 votos em branco (8,66%) e 196.614 votos nulos (15,30%) resultando no comparecimento de 1.284.646 eleitores.
| Candidatos a senador da República | Candidatos a suplente de senador | Número | Coligação             | Votação | Percentual |
| --------------------------------- | -------------------------------- | ------ | --------------------- | ------- | ---------- |
| Mário Martins MDB                 | Marcelo Alencar MDB              | -      | MDB (em sublegenda)   | 363.072 | 37,17%     |
| Benjamin Farah MDB                | Fernando Abelheira MDB           | -      | MDB (em sublegenda)   | 271.858 | 27,83%     |
| Venâncio Igrejas ARENA            | Aguinaldo Costa ARENA            | -      | ARENA (sem coligação) | 174.260 | 17,84%     |
| Danton Jobim MDB                  | Max Nelson Senise MDB            | -      | MDB (em sublegenda)   | 167.629 | 17,16%     |
| Fontes:                           |                                  |        |                       |         |            |

## Deputados federais eleitos
São relacionados os candidatos eleitos com informações complementares da Câmara dos Deputados.

Representação eleita
  MDB: 15
  ARENA: 6

Fonteː
| Deputados federais eleitos  | Partido | Votação | Percentual | Cidade onde nasceu | Unidade federativa |
| Chagas Freitas              | MDB     | 157.774 | 14,36%     | Rio de Janeiro     | Rio de Janeiro     |
| Rafael de Almeida Magalhães | ARENA   | 87.428  | 7,96%      | Belo Horizonte     | Minas Gerais       |
| Raul Brunini                | MDB     | 59.025  | 5,37%      | Rio Claro          | São Paulo          |
| Rubem Medina                | MDB     | 54.090  | 4,92%      | Rio de Janeiro     | Rio de Janeiro     |
| Gonzaga da Gama             | MDB     | 46.658  | 4,25%      | Rio de Janeiro     | Rio de Janeiro     |
| Veiga Brito                 | ARENA   | 42.618  | 3,88%      | Rio de Janeiro     | Rio de Janeiro     |
| Amaral Netto                | MDB     | 35.821  | 3,26%      | Niterói            | Rio de Janeiro     |
| Flexa Ribeiro               | ARENA   | 34.024  | 3,10%      | Belém              | Pará               |
| Nelson Carneiro             | MDB     | 28.946  | 2,64%      | Salvador           | Bahia              |
| José Colagrossi             | MDB     | 25.661  | 2,34%      | Itapuí             | São Paulo          |
| Waldir Simões               | MDB     | 23.661  | 2,15%      | Nova Iguaçu        | Rio de Janeiro     |
| Breno da Silveira           | MDB     | 21.783  | 1,98%      | Mamanguape         | Paraíba            |
| Márcio Moreira Alves        | MDB     | 18.506  | 1,68%      | Rio de Janeiro     | Rio de Janeiro     |
| Lopo Coelho                 | ARENA   | 18.101  | 1,65%      | Uruguaiana         | Rio Grande do Sul  |
| Pedro Faria                 | MDB     | 17.664  | 1,61%      | Rio de Janeiro     | Rio de Janeiro     |
| Jamil Amiden                | MDB     | 16.392  | 1,49%      | Corumbá            | Mato Grosso do Sul |
| Erasmo Martins Pedro        | MDB     | 15.810  | 1,44%      | Rio de Janeiro     | Rio de Janeiro     |
| Reinaldo Santana            | MDB     | 15.519  | 1,41%      | Viçosa             | Minas Gerais       |
| Hermano Alves               | MDB     | 13.809  | 1,26%      | Niterói            | Rio de Janeiro     |
| Adauto Lúcio Cardoso        | ARENA   | 11.068  | 1,01%      | Curvelo            | Minas Gerais       |
| Cardoso de Menezes          | ARENA   | 7.904   | 0,72%      | Campinas           | São Paulo          |
| Fontes:                     |         |         |            |                    |                    |

## Deputados estaduais eleitos
Segundo o Tribunal Superior Eleitoral o MDB conquistou 40 vagas em disputa contra 15 vagas da ARENA.

Representação eleita
  MDB: 40
  ARENA: 15

Fonteː
| Deputados estaduais eleitos       | Partido | Votação | Percentual | Cidade onde nasceu | Unidade federativa  |
| Emílio Nina Ribeiro               | ARENA   | 29.757  |            | Rio de Janeiro     | Rio de Janeiro      |
| Edna Lott                         | MDB     | 25.694  |            |                    |                     |
| José Salim                        | MDB     | 25.041  |            |                    |                     |
| Mauro Magalhães                   | MDB     | 23.968  |            |                    |                     |
| Iara Vargas                       | MDB     | 16.772  |            | São Borja          | Rio Grande do Sul   |
| Lígia Bastos                      | ARENA   | 16.445  |            | Rio de Janeiro     | Rio de Janeiro      |
| Miécimo da Silva                  | MDB     | 14.783  |            |                    |                     |
| Adalgisa Nery                     | MDB     | 14.366  |            | Rio de Janeiro     | Rio de Janeiro      |
| Paulo de Melo Carvalho            | MDB     | 13.325  |            |                    |                     |
| Mac Dowell de Castro              | MDB     | 13.022  |            | Rio de Janeiro     | Rio de Janeiro      |
| Bonifácio de Andrada              | MDB     | 12.952  |            | Rio de Janeiro     | Rio de Janeiro      |
| Rubem Cardoso Pires               | MDB     | 11.740  |            |                    |                     |
| Velinda Maurício da Fonseca       | MDB     | 11.712  |            | Rio de Janeiro     | Rio de Janeiro      |
| Ubaldo de Oliveira                | MDB     | 11.683  |            |                    |                     |
| Frederico Trotta                  | MDB     | 11.653  |            | Rio de Janeiro     | Rio de Janeiro      |
| Everardo Castro                   | ARENA   | 11.608  |            | Rio de Janeiro     | Rio de Janeiro      |
| Telêmaco Maia                     | MDB     | 11.507  |            |                    |                     |
| Alfredo Tranjan                   | MDB     | 11.020  |            |                    |                     |
| Jamil Haddad                      | MDB     | 10.964  |            | Rio de Janeiro     | Rio de Janeiro      |
| Fabiano Vilanova                  | MDB     | 10.146  |            |                    |                     |
| Salomão Filho                     | MDB     | 10.027  |            |                    |                     |
| Levi de Miranda Neves             | MDB     | 9.824   |            |                    |                     |
| Sebastião Menezes                 | MDB     | 9.578   |            |                    |                     |
| Frota Aguiar                      | MDB     | 9.342   |            | Camocim            | Ceará               |
| Geraldo Araújo                    | MDB     | 8.743   |            |                    |                     |
| Aloísio Caldas                    | MDB     | 8.454   |            |                    |                     |
| Augusto do Amaral Peixoto         | MDB     | 8.402   |            | Rio de Janeiro     | Rio de Janeiro      |
| Sebastião Contrucci               | MDB     | 8.334   |            |                    |                     |
| Gama Lima                         | ARENA   | 8.304   |            |                    |                     |
| Pedro Fernandes                   | MDB     | 7.861   |            | Parelhas           | Rio Grande do Norte |
| Geraldo Monnerat                  | ARENA   | 7.614   |            |                    |                     |
| Ciro Kurtz                        | MDB     | 7.599   |            |                    |                     |
| Sami Jorge                        | MDB     | 7.563   |            |                    |                     |
| José de Sousa Marques             | MDB     | 7.558   |            |                    |                     |
| Lafite Luvizaro                   | MDB     | 7.507   |            |                    |                     |
| Roberto Gonçalves Lima            | MDB     | 7.449   |            |                    |                     |
| Rossini Lopes da Fonte            | MDB     | 7.405   |            |                    |                     |
| Silbert Sobrinho                  | MDB     | 7.371   |            |                    |                     |
| Átila Nunes                       | MDB     | 7.370   |            |                    |                     |
| Maurício Caldeira de Alvarenga    | MDB     | 7.312   |            |                    |                     |
| Joaquim Couto de Sousa            | MDB     | 7.179   |            |                    |                     |
| Edson Guimarães                   | ARENA   | 7.004   |            |                    |                     |
| José Maria Duarte                 | MDB     | 6.938   |            |                    |                     |
| Arquibalde Índio do Brasil Ferraz | MDB     | 6.886   |            |                    |                     |
| Alberto Rajão                     | MDB     | 6.783   |            |                    |                     |
| Salvador Mandim                   | ARENA   | 6.594   |            |                    |                     |
| Darcy Rangel                      | MDB     | 6.639   |            |                    |                     |
| Mauro Werneck                     | ARENA   | 5.651   |            |                    |                     |
| José Bretas                       | ARENA   | 5.534   |            |                    |                     |
| Aderson Marge                     | ARENA   | 5.040   |            |                    |                     |
| Hélio Damasceno                   | ARENA   | 5.019   |            |                    |                     |
| Maurício Pinkusfeld               | ARENA   | 4.605   |            |                    |                     |
| Victorino James                   | ARENA   | 4.461   |            |                    |                     |
| Caio de Mendonça                  | ARENA   | 4.444   |            |                    |                     |
| Carvalho Neto                     | ARENA   | 4.389   |            | Amarante           | Piauí               |
| Fontes:                           |         |         |            |                    |                     |